# Andreas Brinkmann
Andreas Brinkmann (* 11. Februar 1960) war Fußballspieler beim 1. FC Magdeburg, für den er zwischen 1979 und 1989 zeitweise in der DDR-Oberliga spielte.
Nachdem Brinkmann für den Männerbereich spielberechtigt wurde, kam er zur Fußballsaison 1978/79 in das Mannschafts-Aufgebot des 1. FC Magdeburg für die DDR-Nachwuchs-Oberliga. In dieser Mannschaft spielte Brinkmann, bis sie nach Abschaffung der Nachwuchs-Oberliga zum Saisonende 1982/83 aufgelöst wurde. Danach wurde er Mitglied der 2. Mannschaft des FCM, mit der er in der drittklassigen Bezirksliga Magdeburg spielte.
Obwohl Brinkmann nie in den offiziellen Aufgebotslisten für die DDR-Oberliga-Mannschaft des 1. FC Magdeburg aufgeführt wurde, bestritt er doch 29 Spiele für die Magdeburger in der höchsten DDR-Fußball-Klasse, daneben auch noch zwei DDR-Pokalspiele mit der Oberligamannschaft. Im Alter von 19 Jahren kam er im Meisterschaftsspiel Dynamo Dresden – 1. FCM (3:1) am 1. Dezember 1979 als Ersatz für den verletzten Mittelstürmer Joachim Streich zum ersten Mal in der Oberliga zum Einsatz. Gegen das hochkarätige Stürmerpotential der Magdeburger mit Martin Hoffmann, Joachim Streich, Damian Halata und Axel Tyll konnte sich Brinkmann auf Dauer jedoch nicht durchsetzen. Zwischen 1979 und 1982 kam er lediglich in 15 Oberligapunktspielen zum Einsatz, in denen ihm auch nur zwei Tore gelangen. Im Sommer 1982 wechselte er zur BSG Chemie Schönebeck in die Bezirksliga Magdeburg. Im Mai 1983 musste er seinen Militärdienst antreten und wurde zur Armeesportgemeinschaft Vorwärts Dessau abkommandiert, die in der zweitklassigen DDR-Liga spielte. Nach seiner Entlassung kehrte Brinkmann 1985 nach Schönebeck zurück, schloss nun aber der BSG Motor an, mit der er 1986 in die DDR-Liga aufstieg. Zu Saisonbeginn 1988/89 wurde Brinkmann zum 1. FC Magdeburg zurückdelegiert. Er schien nun den Durchbruch geschafft zu haben, denn er wurde in dieser Spielzeit 14-mal in der Oberliga eingesetzt. Doch schon die Oberligapartie 1. FCM – FC Karl-Marx-Stadt (0:1) am 24. Februar 1989, in der er in der 46. Minute für den Linksaußenstürmer Stefan Minkwitz eingewechselt wurde, war sein letztes Pflichtspiel für die 1. Mannschaft des FCM. Im Sommer 1989 wechselte Brinkmann wieder zu Motor Schönebeck zurück.
Nach Beendigung seiner aktiven Zeit wurde Brinkmann 1997 Trainer bei der TSG Calbe, die er 1999 in die fünftklassige Verbandsliga führte. Von 2004 bis 2008 trainierte er die Verbandsligamannschaft des Schönebecker SV.